# Прикумье
Прику́мье — название природного региона в бассейне реки Кумы в её среднем течении. Применяется преимущественно к Будённовскому району Ставропольского края.

## Рельеф
Рельеф территории района представляет собой в основном низменную равнину, изрезанную балками и долинами степных рек. Левобережье Кумы — это невысокое плато, пересечённое балками и оврагами. Занимает оно почти 2/3 территории района. Правобережье значительно выше левобережья, самая высокая точка («холмогорка») у села Прасковеи достигает 223 метра абсолютной высоты. Город Будённовск находится на высоте 120 метров над уровнем моря.

## Полезные ископаемые
Геологические исследования путём бурения глубоких скважин показали, что глубинное строение района представлено двумя этажами: внизу — фундамент из кристаллических пород, а над ними до самой поверхности залегают отложения, образованные главным образом морскими осадками толщиной до 3000 метров, которые имеют форму складок. В таких складчатых структурах в 1953 году были обнаружены залегания нефти и газа.
Кроме того в недрах Прикумья открыты запасы термальных вод, нагретых глубинным теплом Земли. На Прасковейском участке в скважинах на глубине 1000 метров температура подземных вод достигает 65 °C, на глубине около 3000 метров обнаружены воды с температурой более 160 градусов. Разведанные геотермальные воды по своему химическому составу близки к морской воде.
Из других полезных ископаемых, имеющихся на территории района, следует отметить песок, добываемый в пойме реки Кумы и глину, которая в виде обожжённых или сырых кирпичей традиционно является основным строительным материалом в условиях степи.

## Климат

Обильные снегопады — редкие и желанные гости (декабрь 2001)

Территория Прикумья входит в северную границу субтропического пояса и является переходной от степей к полупустыне. В районе не редки засуха, ветры — суховеи и «пыльные бури». Количество осадков составляет 350—450 мм, а в засушливые годы снижается до 200 мм и ниже. Поэтому сельское хозяйство является поливным. Дожди (и снегопады) выпадают редко, но являются, как правило, сильными и затяжными, до нескольких дней. Опасность во время летних гроз представляет град, который порой может достичь небывало крупных размеров. Отмечались градины величиной с голубиное яйцо и больше.
В районе преобладают восточные и западные ветры, причём их наибольшая сила наблюдается в марте-апреле. В среднем бывает 25 дней в году, когда скорость ветра превышает 15 м/с. Наибольшая сила ветра — 30 м/с отмечалась 16 августа 1960 года и 28 января 1964 года.
С севера безлесое пространство открыто арктическим массам воздуха, которые вызывают зимой похолодание. Снежный покров крайне неустойчив, могут быть практически бесснежные зимы, средняя температура воздуха в январе −2..-3°С. Весна ранняя, в конце февраля уже зацветают некоторые травы, а в первой половине марта — тополя. Весна быстро переходит в лето, которое обычно очень жаркое и засушливое. В отдельные дни температура в тени может доходить до 45 градусов. Средняя температура июля +25 градусов. Осень является наиболее благоприятным временем года. Стоят тёплые и тихие дни. «Бабье лето» выпадает на октябрь. Ноябрь — самый непредсказуемый месяц — снежный покров может неожиданно установиться уже с середины месяца, но также весь месяц может стоять ясная солнечная погода, с заморозками по ночам.

## Речная сеть

Домашние утки

Рассвет над озером Буйвола

Бассейн Кумы в целом занимает 25 500 км², что составляет 38,3 % территории Ставропольского края, а его речная сеть равна 3985 км (Кума — 575 км). Главная река региона — Кума берёт своё начало в Скалистом хребте Кавказа на высоте 2064 метра над уровнем моря из родников у северного склона горы Кум-Баши (Песчаная голова).
Средняя водоносность Кумы у Будённовска составляет около 11 кубометров воды в секунду. Кума — самая мутная среди рек Ставропольского края. В одном кубометре воды содержится до 4 килограммов глины. Кроме дождевых, Кума получает много подземных вод предгорий, поэтому колебания уровня у неё не резки, как у других равнинных рек края. Наиболее высокий уровень воды в Куме бывает в апреле, а самый низкий — в январе.
Ширина Кумы невелика, зато долина довольно широка и достигает в отдельных местах 3 км. Русло реки часто делает петли и переходит от одного края долины к другому, оставляет старицы.
В среднем течении Кума имеет только левые притоки, стекающие из родников Прикалаусских высот: р. Томузловку, р. Мокрую Буйволу и другие. По своему характеру это типично степные реки, отчасти пересыхающие летом и перемерзающие зимой. Они несут воду лишь весной и во время летних ливней, на их руслах устроено много прудов для водопоя скота и разведения водоплавающей птицы. Воды Кумы используются для орошения садов, виноградников и кормовых культур. На Куме создано Отказненское водохранилище, регулирующее сток и служащее для целей рыболовства. Во время летнего стока воды из водохранилища в Куму могут заходить огромные сомы, чей вес достигает до 100 килограммов.
Притоки Кумы — Мокрая Буйвола и Томузловка имеют в своих устьях озёра-лиманы. Лиман р. Томузловки, в прошлом называемый Широкайским озером, имел площадь 240 гектаров. В настоящее время осушён, реконструирован под рыборазводные пруды. Мокрая Буйвола образует озеро Буйволу площадью около 540 гектаров. Во времена Золотой Орды рядом с Буйволой находился город Маджар, который был опустошён отрядами Тамерлана. В связи с чем с озером связана поэтичная легенда: когда город был почти окружён врагами, знатные вельможи, спасая самое ценное, отправили две кибитки по льду Буйволы, чтобы спрятать в надёжном месте городскую казну и библиотеку. Кибитка с книгами прошла благополучно, зато гружённая золотом затонула, провалившись под лёд. С тех пор сокровище так и не было найдено. В местном фольклоре также бытует рассказ о «золотой карете озера Буйвола», в которой «водяной царь» катается с дочками-русалками глубокой лунной ночью.

## Почвы
В далёком прошлом почти вся территория региона представляла собой целинные степи с богатым травянистым покровом. Степная растительность, отмирающая по сезонам и глинистые породы в засушливом климате сформировали каштановые почвы, получивших своё название за сходство с цветом спелого каштана. Мощность тёмно-каштановых почв в юго-западной части района достигает 65-75 сантиметров и содержит 4 % гумуса, 0,22 % азота и 0,16 % фосфора, что приближает их по качеству к чернозёмам.
В восточной части района почвы победнее, их мощность лишь 30-40 сантиметров, они менее плодородны.
Участки засоленных почв встречаются по долинам рек Мокрая Буйвола, Томузловка и Горькая Балка.

## Растительность
Исследователь Д. Л. Иванов в своей работе «Влияние русской колонизации на природу Ставропольского края» (1885 г.) писал что «растительность покрывала густыми полосами строевого леса все долины рек, спускалась далеко в их низовья; раскидывалась широкими пятнами непроходимых кустарников (терняков, шиповника и бобовника) на ровных площадях водоразделов, перекидывалась за Куму на Горькую Балку и далее к востоку; вытягивалась длинными языками в низовья степи Маныча и Кумы, где сливалась с зарослями гребенщика.»
В настоящее время в небольших лесных массивах бассейна Кумы растут: тополь разных видов (большой, серебристый, пирамидальный), дуб, ясень, граб, различные клёны, верба, встречаются липа, бук, дикая яблоня, груша, черешня, дикий виноград, кизил, бересклет и другие кустарники. В первой половине XX века специально выращивали карагач, осину и другие тонкомерные породы деревьев, используя их на торкалы (шесты) для подвязки виноградных лоз.
Профессор Я. И. Проханов в 1950 году в своей работе «Обзор растительности и флоры Будённовского района Ставропольского края» дал полную ботаническую характеристику 4376 видам растений, найденных им на территории района.
Сегодня земли срединной и равнинной части, где раньше простирались разнотравно-злаковые степи полностью распаханы и естественный растительный покров заменён посевами культурных растений. В балках встречаются заросли тёрна и других кустарников. Восточная часть района является типичной полупустынной степью, где травяной покров невысокий и редкий, местами видны участки голой почвы. Здесь произрастают ковыли, типчак, житняк вперемежку с полынью. По солонцам растут почти безлистая чёрная полынь и мелкие кустики солянок. Растительность этих степей используется преимущественно как пастбища. В конце 90-х годов прошлого и в начале XXI века по экономическим причинам населением были заброшены целые массивы дачных участков в пойме Кумы. Постепенно этот район начинают осваивать лесные породы деревьев, включая в свой подлесок некогда культурных собратьев из одичавших садов. Своё влияние на древесную растительность оказывает нефтехимическая промышленность Будённовска, часто после кислотных дождей листья деревьев и кустарников оказываются покрытыми множеством мелких дырочек, словно прожжёнными раскалённой иглой.
Сохранившиеся до наших дней дикие участки роскошных южных пойменных лесов — Орловский и Архангельский находятся под охраной государства. В ведении Архангельского лесничества находится 3200 гектаров леса, которые постоянно увеличиваются за счёт новых насаждений.
Из дикорастущих цветов сухих степей Прикумья особенно красивы маки и тюльпаны, последние обладают свежим медвяным ароматом.
По плавням низовий Кумы простираются заросли тростника, камыша, осоки и других болотных растений. Весной здесь выпасают скот, заготавливают молодые стебли тростника на сено и силос. Тростник заготавливается также для производства «камышитовых плит», применяемых при строительстве кошар (овечьих загонов). Тростниковые плавни между болотными протоками являются как бы «степными джунглями». В 1919 году в плавнях от белогвардейского террора скрывался красноармейский партизанский отряд «камышан», благодаря труднопроходимым зарослям отряд так и не был уничтожен превосходящими силами противника, хотя ввиду больших потерь вынужден был отступить к Астрахани.
Из культурных растений на Прикумье выращивают пшеницу, кукурузу, подсолнечник, табак, сорго, помидоры, арахис, арбузы, дыни, яблони, черешню, абрикосы, алычу, грецкий орех, шелковицу и многое другое. Особенно славятся местные сорта винограда, где для него, при своевременном поливе, идеальные условия для вызревания. Винсовхоз «Прасковейский» и его вина заслуженно считаются одними из лучших российских вин. И уж точно лучший — Прасковейский коньяк, изготавливаемый по классической технологии в дубовых бочках.

## Животный мир
Животный мир типичен для степного и полупустынного ландшафта. В древние времена здесь паслись стада диких быков-туров, антилоп-сайгаков, диких ослов, встречалась лошадь-тарпан. Ещё в XVIII веке в густых зарослях пойменных лесов Кумы, Томузловки, Мокрой Буйволы встречались неведомые ныне бурые медведи, а в тростниковых зарослях озера Буйволы водились дикие кабаны. В наши дни кабаны сохранились только в плавнях реки Кумы и в Архангельском лесу. В середине XX столетия в лесных чащах по реке Куме встречалось много барсуков, в терновых зарослях водились фазаны, которые и сейчас обитают в пойме. В начале XXI века в парках Будённовска неожиданно появилось несколько белок, возможно кем-то завезённых из курортных мест Кисловодска, но прижиться в городе им не удалось. В данном случае их врагами стали бродячие собаки и уличные мальчишки.
В плавнях Кумы обитает камышовый кот (хаус), в лесу и в степи обитает ласка, лиса и волк. В сухих степях восточной зоны региона живёт корсак, который похож на лису, но меньше её и имеет более серебристый мех. Здесь же обитают степной хорёк, ушастый ёж, тушканчик, заяц-русак. Много грызунов: суслики, полёвки, хомяки, курганчиковые и другие мыши, которые причиняют большой вред зерновым посевам, могут стать переносчиками чумы, туляремии и других опасных для человека болезней. У водоёмов водятся норка, водяная крыса-ондатра, попадаются сбежавшие с животноводческих ферм одиночные крысы-нутрии.
Летними ночами в небе Будённовска мелькает множество летучих мышей — невиданное зрелище где-нибудь в центре России. Днём летучие мыши находят убежище на чердаках многоэтажных домов и в нежилых постройках. Из птиц наиболее характерны жаворонки, перепела, серая куропатка, щурка, ласточка, удоды. Обычные для степей дрофа, стрепет и журавли стали теперь очень редки. Однако здесь большое разнообразие хищных птиц — степной орёл, сарыч, коршуны, луни, ястребы, питающиеся мышевидными грызунами.
Плаксейский лиман и озёра системы Восточного Маныча является удобным местом обитания разнообразнейшей водоплавающей птицы. Прикумье расположено на пути перелётов птиц, поэтому их стаи особенно часто встречаются весной и летом.
Из пресмыкающихся обычен уж, живущий близ воды. В степной зоне водится ядовитая степная гадюка, медянка, различные виды ящериц, а в восточной части встречаются удавчики (западный и песчаный), охотящиеся на грызунов.
Самые необычные из насекомых это, пожалуй, жук-носорог и большая ночная бабочка «павлиний глаз». А «визитной карточкой» прикумской земли является неприметная в траве цикадка, чьё стрекотание можно услышать в любое время, но особенно ясно — поздним вечером.